# Francis Carew (Politiker, 1602)
Sir Francis Carew (* 1. November 1602; † vor 9. April 1649) war ein englischer Adliger und Politiker, der viermal als Abgeordneter für das House of Commons gewählt wurde.

## Herkunft und Ausbildung
Francis Carew entstammte der Familie Carew von Beddington. Er war der älteste Sohn von Sir Nicholas Carew und dessen Frau Mary Moore. Sein Vater besaß umfangreiche Besitzungen in Surrey und gehörte zu den führenden Männern der Gentry der Grafschaft. Carew besuchte 1619 das University College in Oxford, wo er 1621 einen Abschluss als Bachelor machte. Dazu hatte er 1620 am Inner Temple in London Rechtskunde gelernt.

## Politiker im House of Commons
Auf Vorschlag seines Vaters kandidierte Carew bereits bei den Unterhauswahlen 1624 für Haslemere in Surrey. Er und sein noch jüngerer Cousin Poynings More wurden 1624 und auch bei den folgenden Wahlen 1625 und 1626 als Abgeordnete des Boroughs gewählt, auf dessen Politik ihr Großvater George More als Gutsherr beherrschenden Einfluss hatte. Vor 1626 wurde Carew Oberst der Miliz von Surrey, und vor der Krönung von Karl I. wurde er am 1. Februar 1626 zum Knight of the Bath geschlagen, doch über seine Tätigkeit im House of Commons ist fast nichts bekannt. Bei den Wahlen 1628 kandidierte er erfolgreich für Guildford. Im Juni 1628 wurde er außerordentlicher Gentleman of the Privy Chamber des Königs. Zwar war er 1630 zum Friedensrichter ernannt worden, doch im selben Jahr musste er und Poynings More wegen ihrer Spielschulden vor ihren Gläubigern ins Ausland flüchten. Sein Vater schien ihm dies zunächst nicht übelzunehmen und gab ihm gute Ratschläge, wie er sich in Frankreich verhalten solle. Als Carew jedoch seine in England gebliebene Frau bat, ihm teure Kleidung zu schicken, riss seinem Vater die Geduld, da er selbst hoch verschuldet war. Carews erboste Schwiegermutter weigerte sich dagegen, die Schulden zu übernehmen. Im Sommer 1631 war Carew noch in Frankreich, doch spätestens vor dem Winter 1634 war er nach England zurückgekehrt.

## Rolle im Englischen Bürgerkrieg
Bei den Unterhauswahlen im Frühjahr 1640 kandidierte Carew erfolgreich für Bletchingley in Surrey, doch konnte er sein Mandat im Kurzen Parlament nicht ausüben. Während des Englischen Bürgerkriegs galt er als Parteigänger des Königs, so dass die Parlamentstruppen seine Besitzungen besetzten. Nach dem Tod seines Vaters 1644 forderten die Parlamentsanhänger im Februar 1644 eine Gebühr von £ 800 von ihm. Um sein Erbe antreten zu können, erklärte Carew, dass er nie für den König gekämpft und diesen im September 1643 verlassen hätte. Dazu hätte er von seinem Vater nur eine jährliche Pension von £ 200 erhalten, während das Erbe seines Vaters mit £ 4000 belastet sei. Die Parlamentsanhänger sahen ihn jedoch weiter als ihren Gegner an und verlangten eine Strafzahlung von £ 2000. Am 28. November 1644 beschoss das House of Commons, dass Carew seine Güter zurückerhalten solle, wenn er innerhalb von zehn Tagen £ 1000 zahlen würde. Carew spielte im weiteren Verlauf des Bürgerkriegs offenbar keine Rolle mehr, doch bei seinem Tod soll er dem Parlament immer noch £ 1500 geschuldet haben. Er wurde am 9. April 1649 in Beddington beigesetzt.

## Familie und Nachkommen
Um April 1627 hatte Carew Susan Romney geheiratet, eine Tochter des Londoner Aldermans Sir William Romney. Mit ihr hatte er fünf Töchter und einen Sohn, Nicholas Carew, der sein Haupterbe wurde.